# DECKS東京Beach

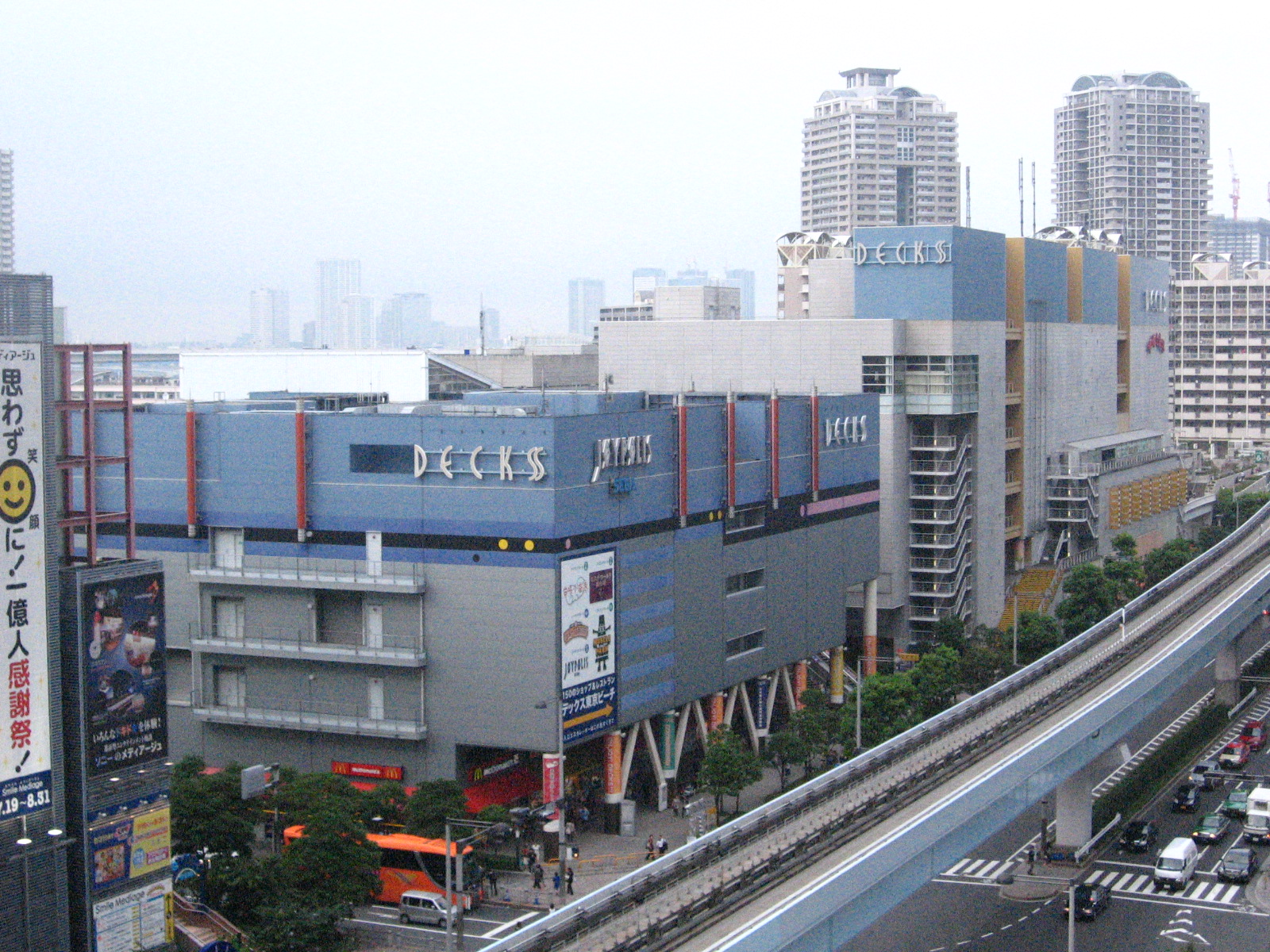

DECKS東京Beach（日語：デックス東京ビーチ）是位於日本東京都江東區台場的一座都市型購物中心。該建築是台場地區第一座大型商業設施，開業於1996年7月12日。2000年開始，該建築和AQUA CiTY台場相連。

## 外部連結
- デックス東京ビーチ - お台場 公式ホームページ （页面存档备份，存于）